# Octolasmis cor
Octolasmis cor is een rankpootkreeftensoort uit de familie van de Poecilasmatidae. De wetenschappelijke naam van de soort is voor het eerst geldig gepubliceerd door Aurivillius.